# Dorot
Dorot ( דּוֹרוֹת) est un kibboutz créé en 1941 par des migrants allemands.

## Histoire
Le Kibboutz se situe dans le sud de Tel Aviv proche du village d'Hanukkah. Il a été créé par des allemands, rejoints en 1947 par des Tchèques et des Lettons.
En 1948, le Kibboutz est occupé par l'armée britannique.